# Ceroxylon ventricosum
Ceroxylon ventricosum es una especie de planta fanerógama perteneciente a la familia Arecaceae. Es originaria de Colombia y Ecuador, donde se encuentra en la Cordillera de los Andes a una altitud de 2000-3000 metros.

## Descripción
Ceroxylon ventricosum tiene un tallo solitario, que alcanza los  30 m de altura y 60 cm de diámetro en el centro, blanco, con oscuras cicatrices visibles de las hojas caídas. Las hojas de 3.5 m de largo; con 150 pinnas a cada lado, insertadas en grupos y con la difusión en diferentes planos, erectas, con  las centrales de 1 m de largo y 3-6 cm de ancho con una capa delgada de cera plateada. Las inflorescencias erectas de 350 cm de largo, ramificadas 3 veces. Las frutas de 10-15 mm de diámetro, lisas, de color rojo claro en la madurez.

## Taxonomía
Ceroxylon ventricosum fue descrita por Max Burret y publicado en Notizblatt des Botanischen Gartens und Museums zu Berlin-Dahlem 10: 847. 1929.
Etimología
Ceroxylon: nombre genérico compuesto de las palabras griegas: kèròs = "cera" y xγlon = "madera",  en referencia a la gruesa cera blanca que se encuentra en los troncos.
ventricosum: epíteto

## Nombre común
- Palma de cera (Colombia, Ecuador), läme (Nasa, Colombia), palma real (Putumayo, Colombia; Carchi, Ecuador), palma de tambán, tambán, palma de ramos (Ecuador).[7]